# Scopula annexata
Scopula annexata là một loài bướm đêm trong họ Geometridae.